# Nino Vaccarella
Nino Vaccarella (4 de março de 1933 — 23 de setembro de 2021) foi um automobilista italiano de Fórmula 1. Correu entre 1961 e 1962, retornando em 1965, mas nunca marcou pontos na categoria. 
Venceu a 24 Horas de Le Mans de 1964 ao lado de Jean Guichet.
A morte de Vaccarella foi divulgada em 23 de setembro de 2021, ocorrida em Palermo.